# Fritz Frenkler
Friedrich-Konrad (gen. Fritz) Frenkler (* 11. Mai 1954 in Stade) ist ein deutscher Industrial Designer und Emeritus of Excellence an der Technischen Universität München (TUM).

## Leben
Fritz Frenkler absolvierte 1974 sein Abitur am Technischen Gymnasium in Wolfsburg. Er studierte anschließend Volkswirtschaft an der TU Berlin, Industrial Design an der HBK Braunschweig, sowie, nach der Diplom-Vorprüfung in Industrial Design im April des Jahres 1980, Wahrnehmungspsychologie an der TU Braunschweig. An der HBK war er bis zu seiner Diplomprüfung studentischer Vertreter, war als Hilfslehrkraft und künstlerisch-wissenschaftliche Hilfskraft im Studiengang Industrial Design tätig und sammelte in dieser Zeit als freier Mitarbeiter mehrerer Designbüros Berufserfahrung.
Im April 1983 erwarb er das Diplom in Industrial Design an der HBK Braunschweig. Das Thema seiner Diplomarbeit war Computer-Aided Design im Industriedesign.
In den Jahren 1983 bis 1986 hat er bei frogdesign in Altensteig und Cambell/USA u. a. für die Firmen AEG, Louis Vuitton, Apple und Sony gearbeitet. Von Mai 1986 bis Dezember 1988 war er als General Manager von frogdesign Japan für den Aufbau und die Leitung des Firmenbüros in Tokyo zuständig und wurde Anfang des Jahres 1989 zum Präsidenten von frogdesign Asia berufen. In dieser Funktion baute er in Taipeh, Taiwan eine weitere Firmendependence auf und leitete sowohl das Büro in Tokyo, als auch das in Taipeh, zu deren Auftraggebern u. a. Olympus, BASF, Epson, Matsushita, Samsung, Toyota und Yamaha zählten.
Im Januar 1992 wurde Fritz Frenkler mit dem Aufbau eines internationalen Designteams für die Wiege Wilkhahn Entwicklungsgesellschaft mbH in Bad Münder beauftragt. Bis zum März 1999 war er als Geschäftsführer von wiege Entwicklungsgesellschaft mbH u. a. für die Deutsche Telekom, EXPO 2000, PlanObject, Sony und die Volkswagen AG tätig.
Als Geschäftsführer der Deutschen Bahn Medien GmbH (DBM) war Fritz Frenkler zwischen April 1999 und Juli 2001 Chefdesigner der Deutsche Bahn AG und damit verantwortlich für die Markenführung und das Corporate Design, welches die Bereiche Kommunikationsdesign und Produktdesign umfasst. Seit August 2001 ist er geschäftsführender Gesellschafter von f/p design GmbH und seit 2005 Professor h. c. der HBK Braunschweig.
Im Jahr 2006 wurde Fritz Frenkler als Ordinarius auf den Lehrstuhl für Industrial Design an der Technischen Universität München (TUM) berufen.
Seit Oktober 2020 ist Prof. Fritz Frenkler TUM Emeritus of Excellence in der TUM Senior Excellence Faculty an der Technischen Universität München.

### Mitgliedschaften
Fritz Frenkler war und ist Mitglied von zahlreichen Design- und designnahen Organisationen, z. B. des Desinglabors und des DW – Design for the World – einer Organisation, die er selbst mitbegründet hatte, des Kunstvereins Hannover, sowie der Kestner-Gesellschaft. Er ist Regional Advisor des International Council of Societies of Industrial Design (ICSID) sowie des iF International Forum Design (neu iF Design Foundation). Außerdem gehörte er im April 2004 der Evaluationskommission der FH München, Fachbereich Gestaltung an. Frenkler wurde im Mai 2013 in die Akademie der Künste Berlin (AdK Berlin) als ordentliches Mitglied in die Sektion Baukunst gewählt. Von 2021 bis 2024 war Fritz Frenkler Senator in der AdK Berlin und Direktor der Sektion Baukunst. Seit 2022 ist Fritz Frenkler Kuratoriumsmitglied der Dieter und Ingeborg Rams Stiftung (Rams Foundation), Kronberg.

## Ehrungen und Wirken
Fritz Frenkler ist im Laufe seiner Karriere mit zahlreichen Preisen ausgezeichnet worden. Bereits 1979 erhielt er den ABS-Design-Preis, 1986 und 1990 den Preis des japanischen Ministeriums für internationalen Handel und Industrie (Ministry of International Trade and Industry), viele IF Design Awards, den Industrial Design Excellence Award 1996 sowie, im selben Jahr, den Bundespreis Gute Form.
Selbst ist er mehrfach Mitglied von Design-Wettbewerbsjurys gewesen, so z. B. zwischen 1996 und 2004 beim Bundespreis Produktdesign, 1995 bis heute beim Industrie Forum Design (iF) und dem Industrial Design Excellence Award (IDEA) im Jahre 1998.